# Europees kampioenschap hockey C-landen vrouwen 2005
Het eerste officiële Europees kampioenschap hockey voor C-landen (vrouwen) had plaats van zondag 11 september tot en met zaterdag 17 september 2005 in Praag, Tsjechië. Het tweejaarlijkse evenement wordt in de wandelgangen ook wel de Nations Challenge genoemd, en is een kwalificatietoernooi voor het EK hockey voor B-landen: de nummers één en twee promoveren, en mogen twee jaar later aldus meedoen aan het 'tweede' EK. Het toernooi staat onder auspiciën van de Europese Hockey Federatie.

## Uitslagen voorronde

### Groep A
| Team        | G | W | GL | V | P | DV | DT |
| ----------- | - | - | -- | - | - | -- | -- |
| Tsjechië    | 3 | 3 | 0  | 0 | 9 | 11 | 1  |
| Slowakije   | 3 | 2 | 0  | 1 | 6 | 8  | 5  |
| Zwitserland | 3 | 1 | 0  | 2 | 3 | 9  | 10 |
| Bulgarije   | 3 | 0 | 0  | 3 | 0 | 3  | 15 |

| 11-09 | Zwitserland | Bulgarije   | 7 - 3 |
|       | Tsjechië    | Slowakije   | 3 - 1 |
| 13-09 | Zwitserland | Slowakije   | 2 - 3 |
|       | Tsjechië    | Bulgarije   | 4 - 0 |
| 14-09 | Bulgarije   | Slowakije   | 0 - 4 |
|       | Tsjechië    | Zwitserland | 4 - 0 |

### Groep B
| Team                 | G | W | GL | V | P | DV | DT |
| -------------------- | - | - | -- | - | - | -- | -- |
| Oostenrijk           | 3 | 3 | 0  | 0 | 9 | 30 | 0  |
| Kroatië              | 3 | 2 | 0  | 1 | 6 | 16 | 6  |
| Servië en Montenegro | 3 | 1 | 0  | 2 | 3 | 5  | 21 |
| Turkije              | 3 | 0 | 0  | 3 | 0 | 3  | 29 |

| 11-09 | Kroatië    | Turkije              | 10 - 0 |
|       | Oostenrijk | Servië en Montenegro | 12 - 0 |
| 12-09 | Kroatië    | Servië en Montenegro | 6 - 0  |
|       | Oostenrijk | Turkije              | 14 - 0 |
| 14-09 | Turkije    | Servië en Montenegro | 3 - 5  |
|       | Oostenrijk | Kroatië              | 6 - 0  |

## Plaatsingswedstrijden
| Om plaats 5 t/m 8 | Om plaats 5 t/m 8    | Om plaats 5 t/m 8 |        |
| ----------------- | -------------------- | ----------------- | ------ |
| 16-09             | Zwitserland          | Turkije           | 14 - 0 |
|                   | Servië en Montenegro | Bulgarije         | 1 - 4  |
| Halve finale      |                      |                   |        |
| 16-09             | Tsjechië             | Kroatië           | 5 - 1  |
|                   | Oostenrijk           | Slowakije         | 3 - 2  |

## Finalewedstrijden
| Om plaats 7 | Om plaats 7 | Om plaats 7          |       |
| ----------- | ----------- | -------------------- | ----- |
| 17-09       | Turkije     | Servië en Montenegro | 2 - 3 |
| Om plaats 5 |             |                      |       |
| 17-09       | Zwitserland | Bulgarije            | 6 - 1 |
| Om plaats 3 |             |                      |       |
| 17-09       | Kroatië     | Slowakije            | 2 - 3 |
| Finale      |             |                      |       |
| 17-09       | Tsjechië    | Oostenrijk           | 3 - 2 |

## Eindrangschikking
| rang   | land                 |
| ------ | -------------------- |
| Goud   | Tsjechië             |
| Zilver | Oostenrijk           |
| Brons  | Slowakije            |
| 4      | Kroatië              |
| 5      | Zwitserland          |
| 6      | Bulgarije            |
| 7      | Servië en Montenegro |
| 8      | Turkije              |

- Oostenrijk en Tsjechië promoveerden naar de B-groep en plaatsten zich voor het Europees kampioenschap hockey voor B-landen vrouwen 2007.